# رابینسون، شهرستان ایندیانا، پنسیلوانیا
رابینسون (به انگلیسی: Robinson) یک منطقهٔ مسکونی در ایالات متحده آمریکا است که در شهرستان ایندیانا، پنسیلوانیا واقع شده‌است. رابینسون ۲٫۵۶ کیلومتر مربع مساحت و ۶۱۴ نفر جمعیت دارد و ۳۴۱٫۰۸ متر بالاتر از سطح دریا واقع شده‌است.